# Гревілея могутня
Гревілея могутня (Grevillea robusta) є найбільшим видом в роді Grevillea родини Proteaceae.

## Назва
Рослина відома в англійській мові як «південний шовковий дуб», «шовковий дуб» (англ. southern silky oak) або «Австралійський срібний дуб» (англ. Australian silver oak), хоча вона не є близько спорідненою зі справжнім дубом Quercus.

## Морфологічна характеристика

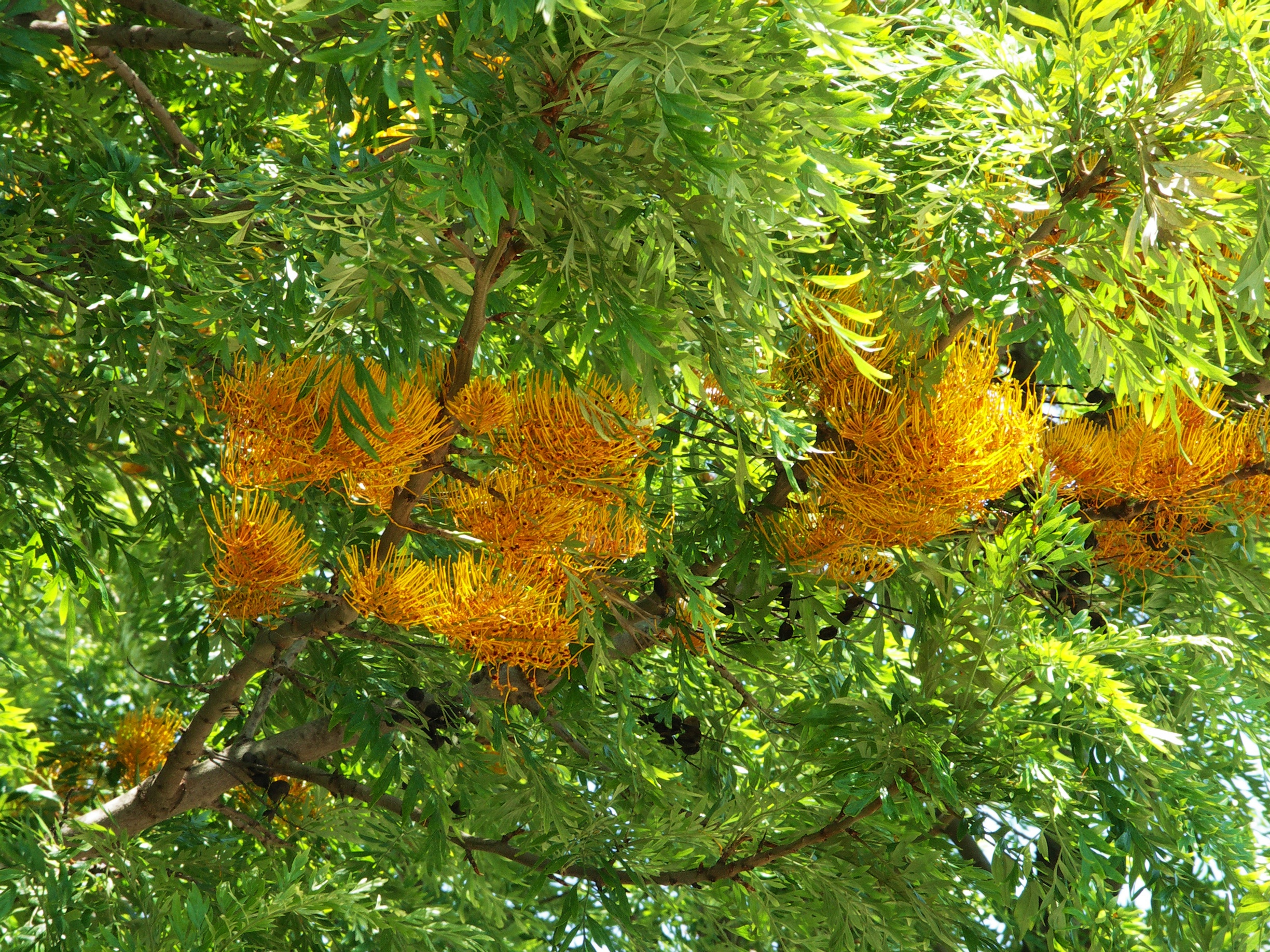
Листя та квіти

Це найбільше дерево роду Гревілея, що швидко росте, з діаметром стовбура понад 1 м та висотою 18-35 м. Вічнозелене дерево з темно-зеленим зазубленим листям. Інші автори називають рослину напівлистопадна, оскільки вона частково скидає листя наприкінці весни, щоб стали помітнішими її суцвіття. Листя переважно довжиною 15-30 см з нижньої сторони сріблясто-білого кольору або кольору іржі.
Квіти гревілеї могутньої бульбашкоподібні золотаво-помаранчевого кольору довжиною 8-15 см, весною на стеблі 2-3 см завдовжки, є медоносними. Квіти не мають пелюсток, як і інші рослини з їх роду, а натомість мають довгу чашечку, розділену на 4 частину. Період дозрівання насіння  від кінця зими до ранньої весни. Плоди — жорсткі стручки темно-коричневого кольору, завдовжки 3 см, з одною або двома плоскими насінинами з крильцями.

## Поширення та середовище існування
Гревілея могутня росте на східному узбережжі Австралії, в прирічковій смузі, субтропічних і сухих лісах, де середня щорічна кількість опадів більше 1,000 мм.

## Використання
До відкриття алюмінію, Гревіллея могутня широко використовувалась для зовнішніх віконних конструкцій, так як вона стійка до гниття деревини. Вона використовується при виготовленні меблів, огорож. Внаслідок зниження чисельності Гревілеї могутньої , її вирубка була обмежена.

## Вирощування
Коли рослина молода, її можна вирощувати як кімнатну рослину, адже вона може переносити легке затінення. Але надає перевагу повному освітленні, так як найкраще росте в теплих поясах. Якщо рослину садити на вулиці, то молоді дерева потребують захисту в морозні ночі. Після того як дерево прийметься, стає холодостойким і переносить морози до −8 °C (18 °F). Рослина потребує нечастої поливки, але загалом є досить посухостійкою.
Гревілея робуста часто використовується як підщепа для щеплення важкоростучих гревілей.
Рослину необхідно доглядати, якщо вона росте поряд з чагарниками, адже в іншому випадку буде кволою.
Багато цих дерев висаджують у місті Куньмін на південному заході Китаю, утворюючи тінисті алеї.
Рослина отримала премію Королівського садівничого товариства (Royal Horticultural Society's) — Award of Garden Merit.
Гревілея могутня також вирощується на плантаціях в Південній Африці, а також може вирощуватись вздовж маїсових (кукурудзяних) полів в агролісомеліораційних системах.
Гревілея могутня натуралізована на Гаваях, спостерігають інвазивні тенденції.

## Токсичність та алергічні реакції
Квіти та плоди містять ціанідну кислоту. Тридецілрезорцин у гревілеї викликає контактний дерматит.

## Галерея

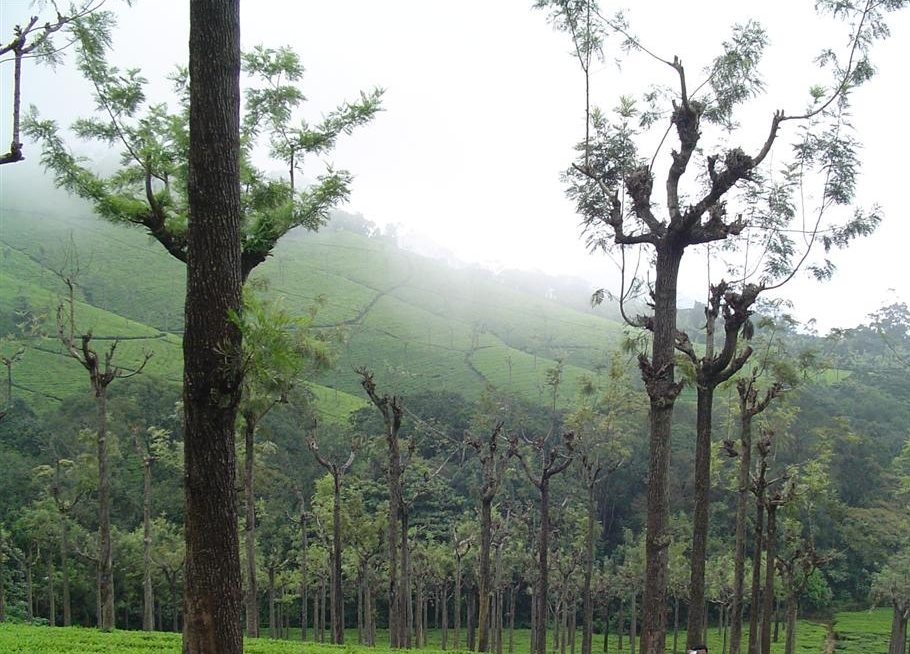
Шовковий дуб на чайній плантації
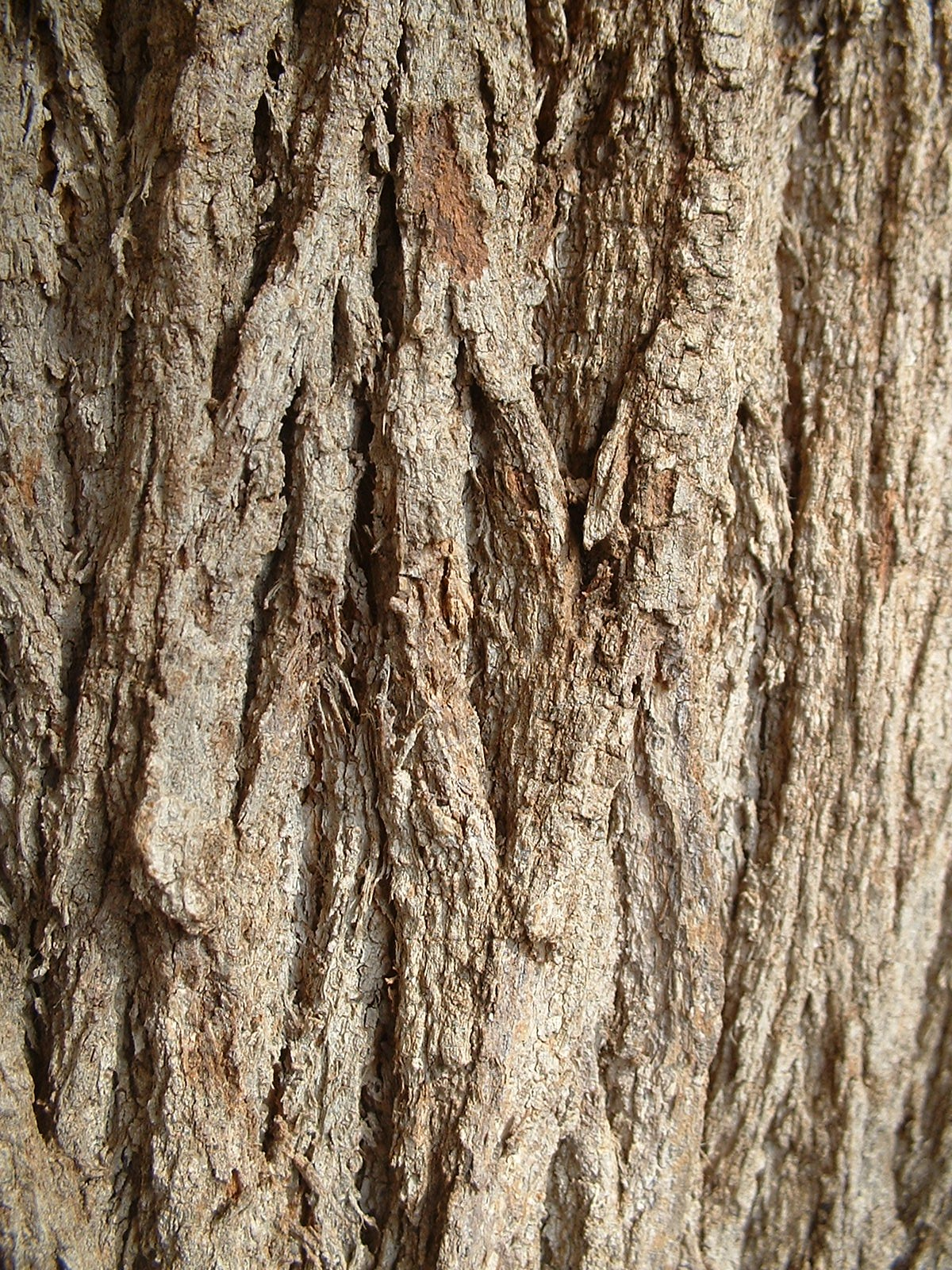
Кора
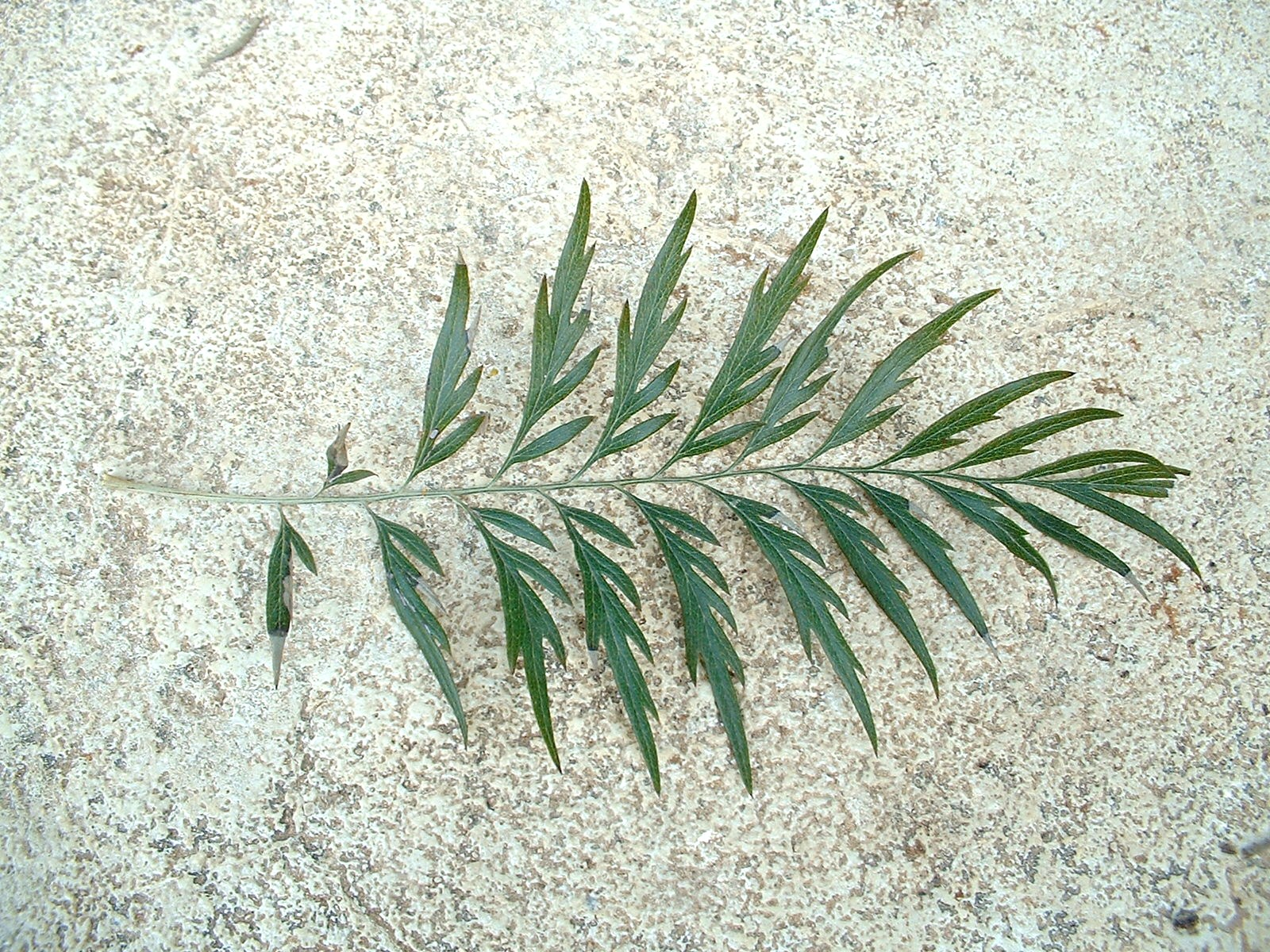
Листя
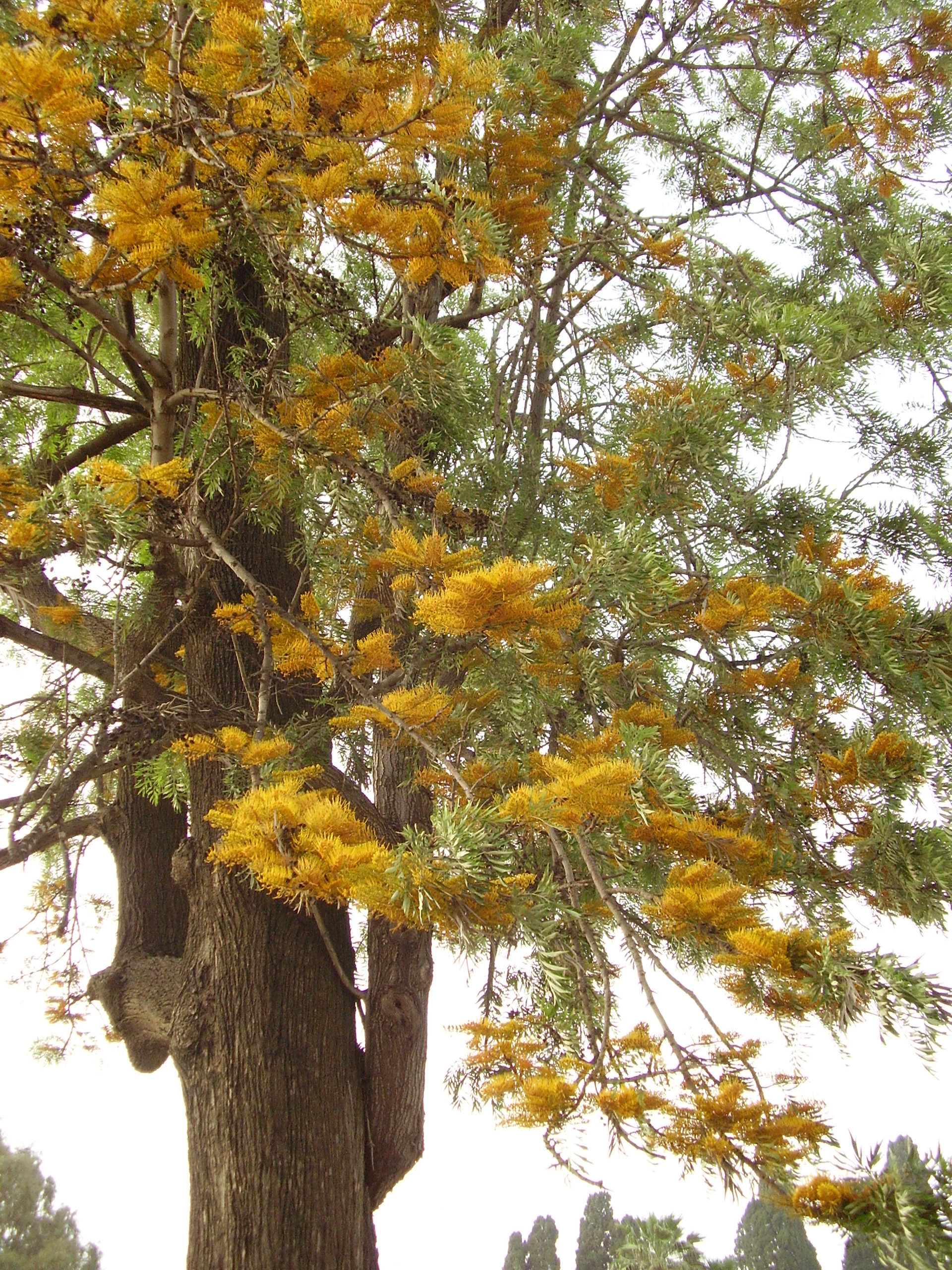
Квітки на гілці
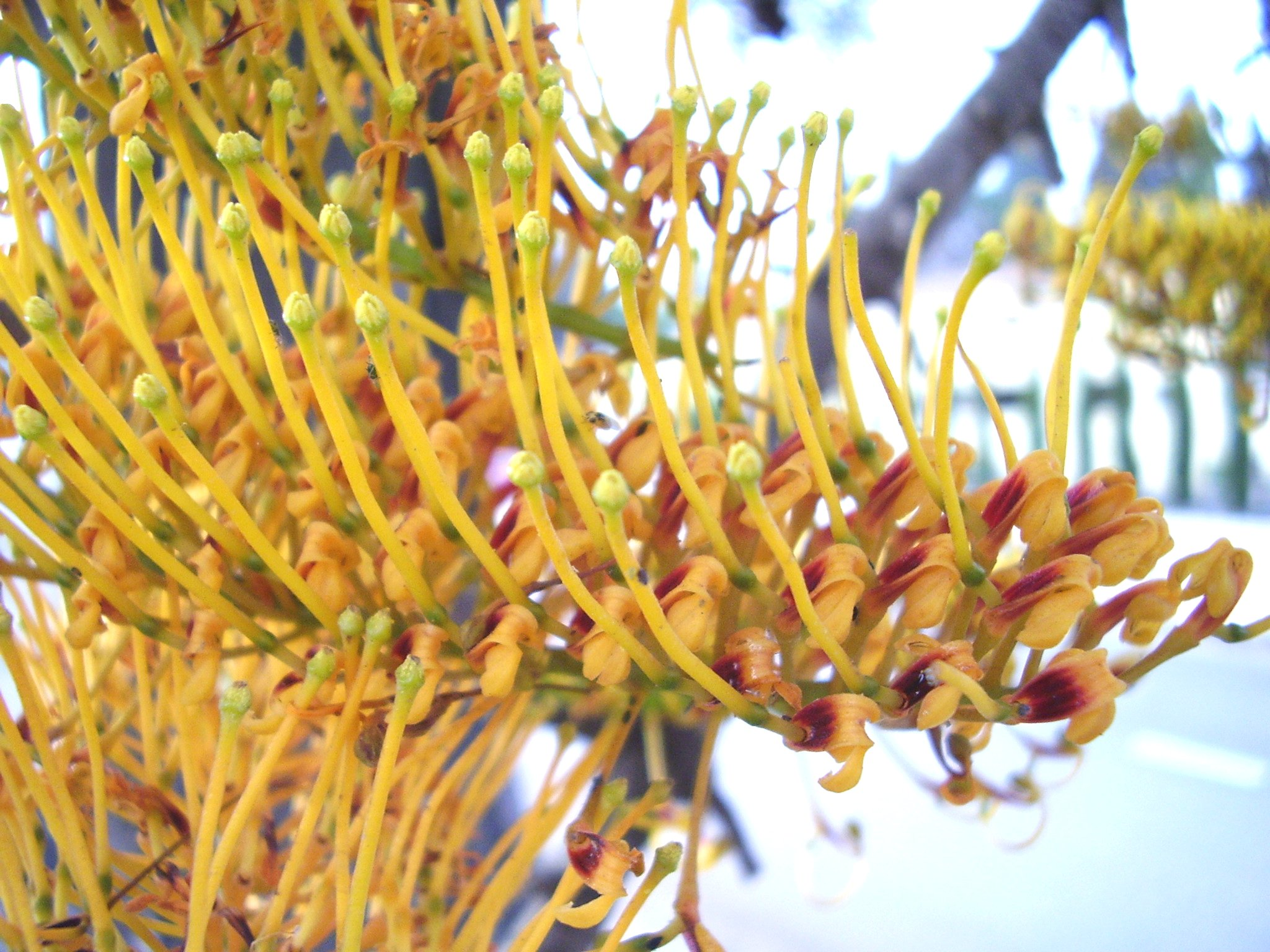
Квіти
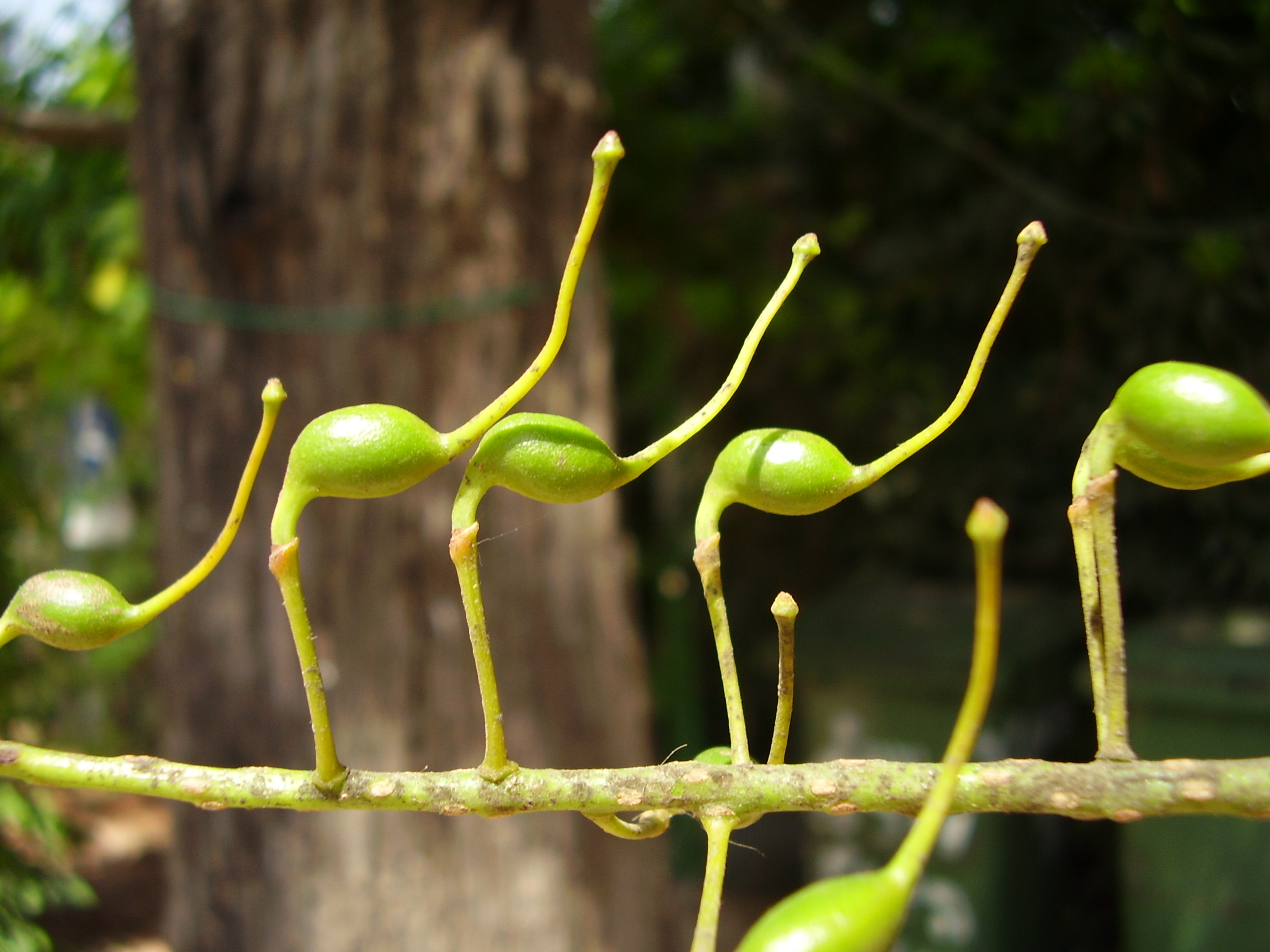
Нестигле насіння
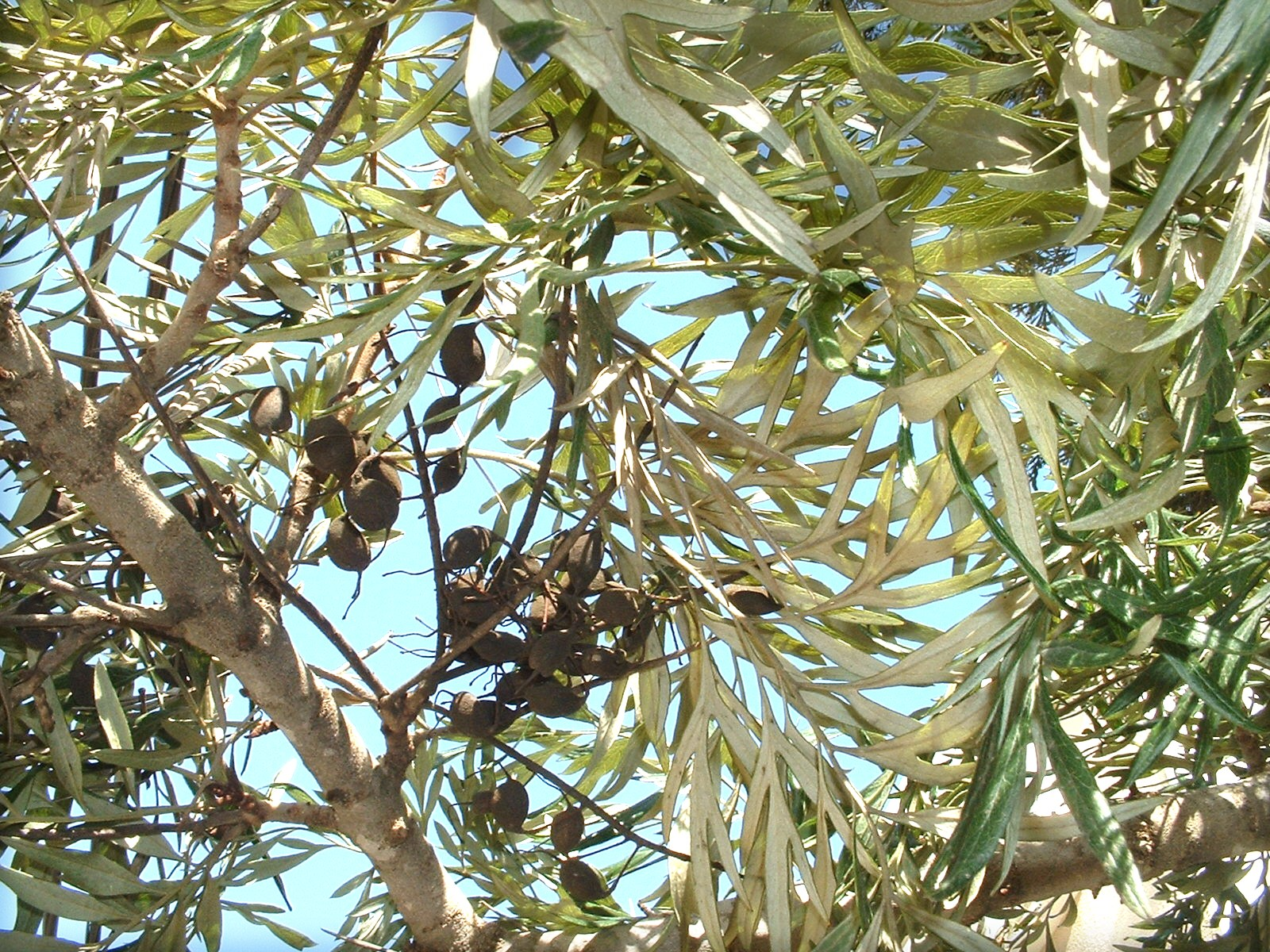
Листя і сухі стручки
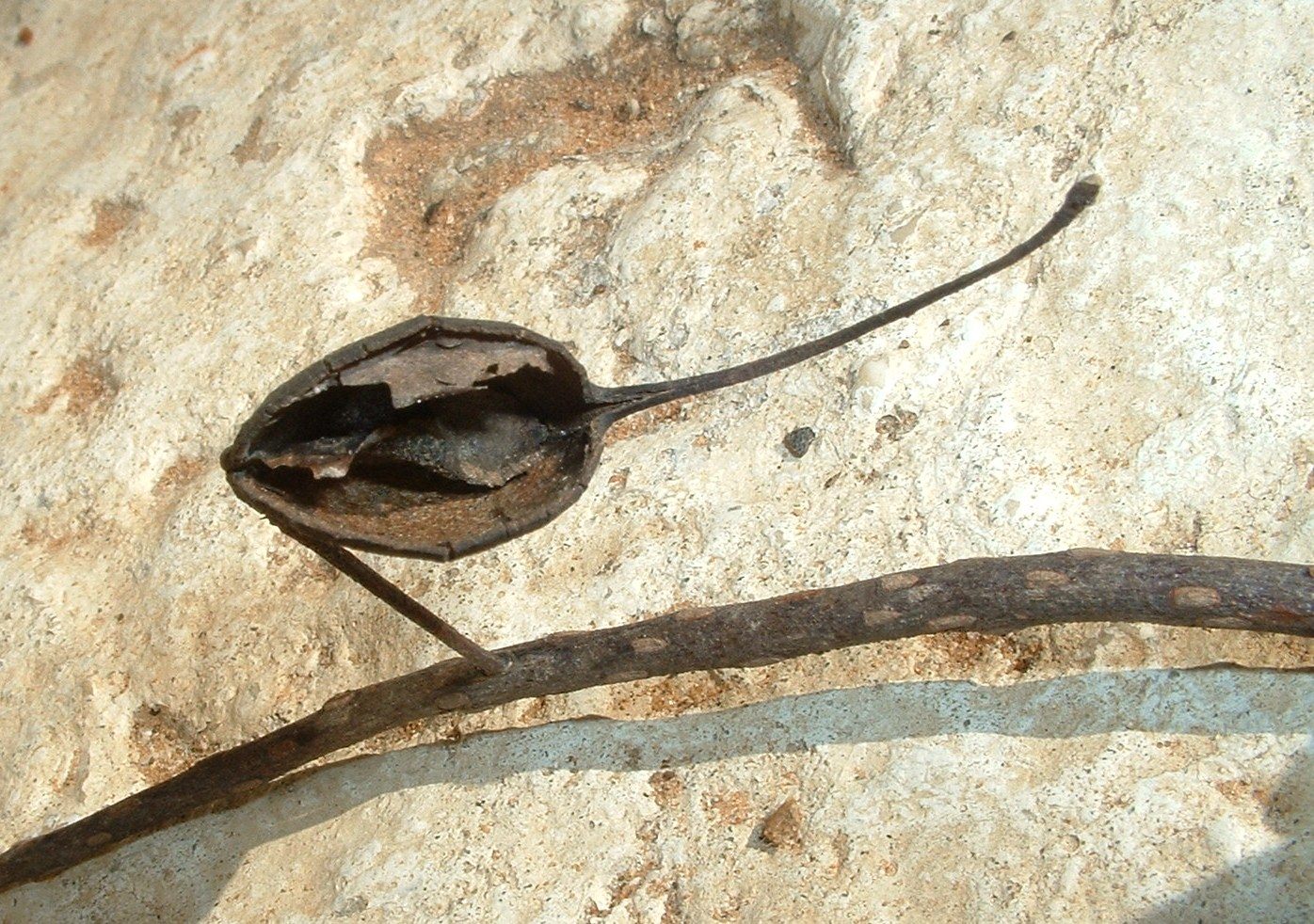
Сухі стручки
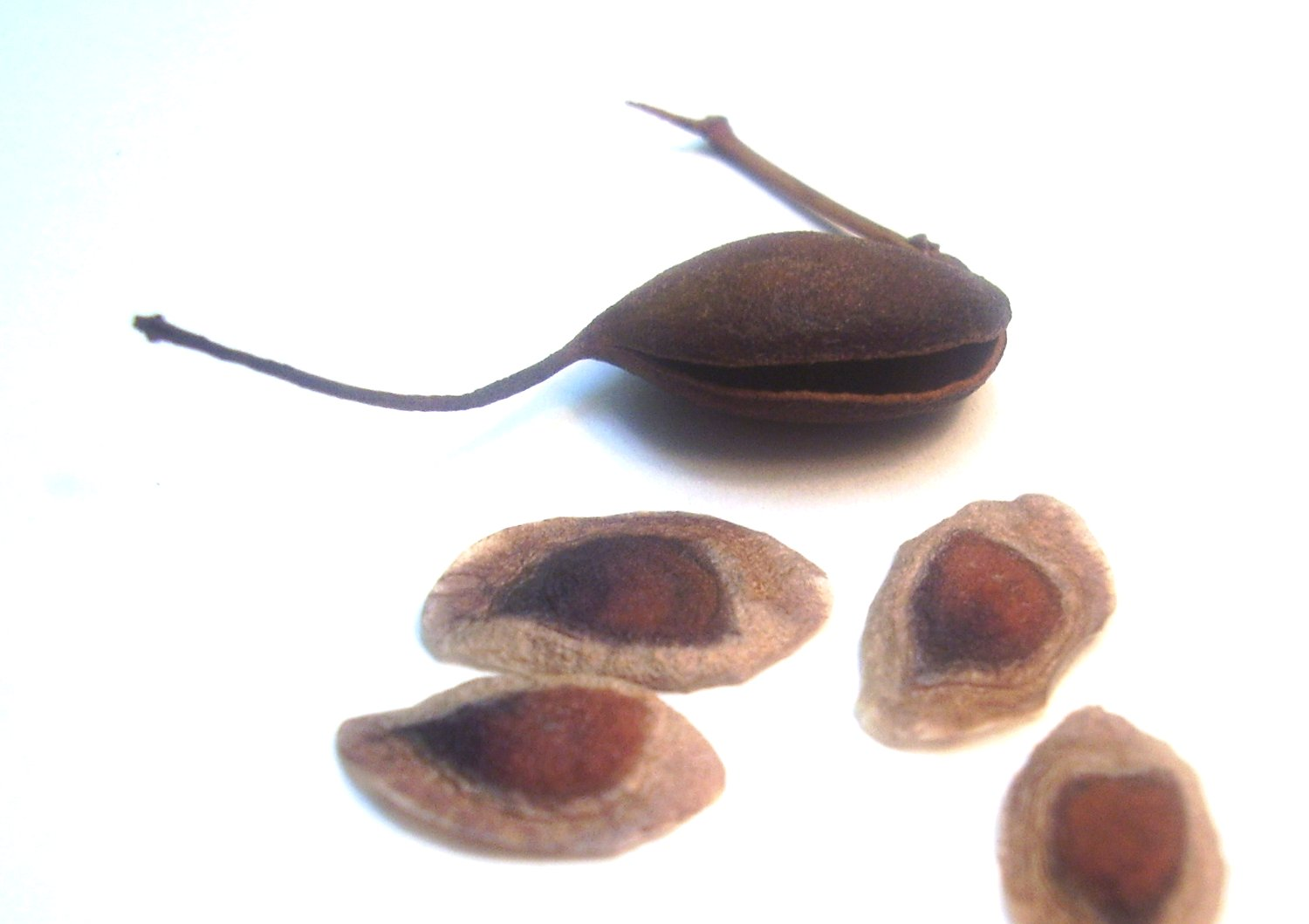
Насіння
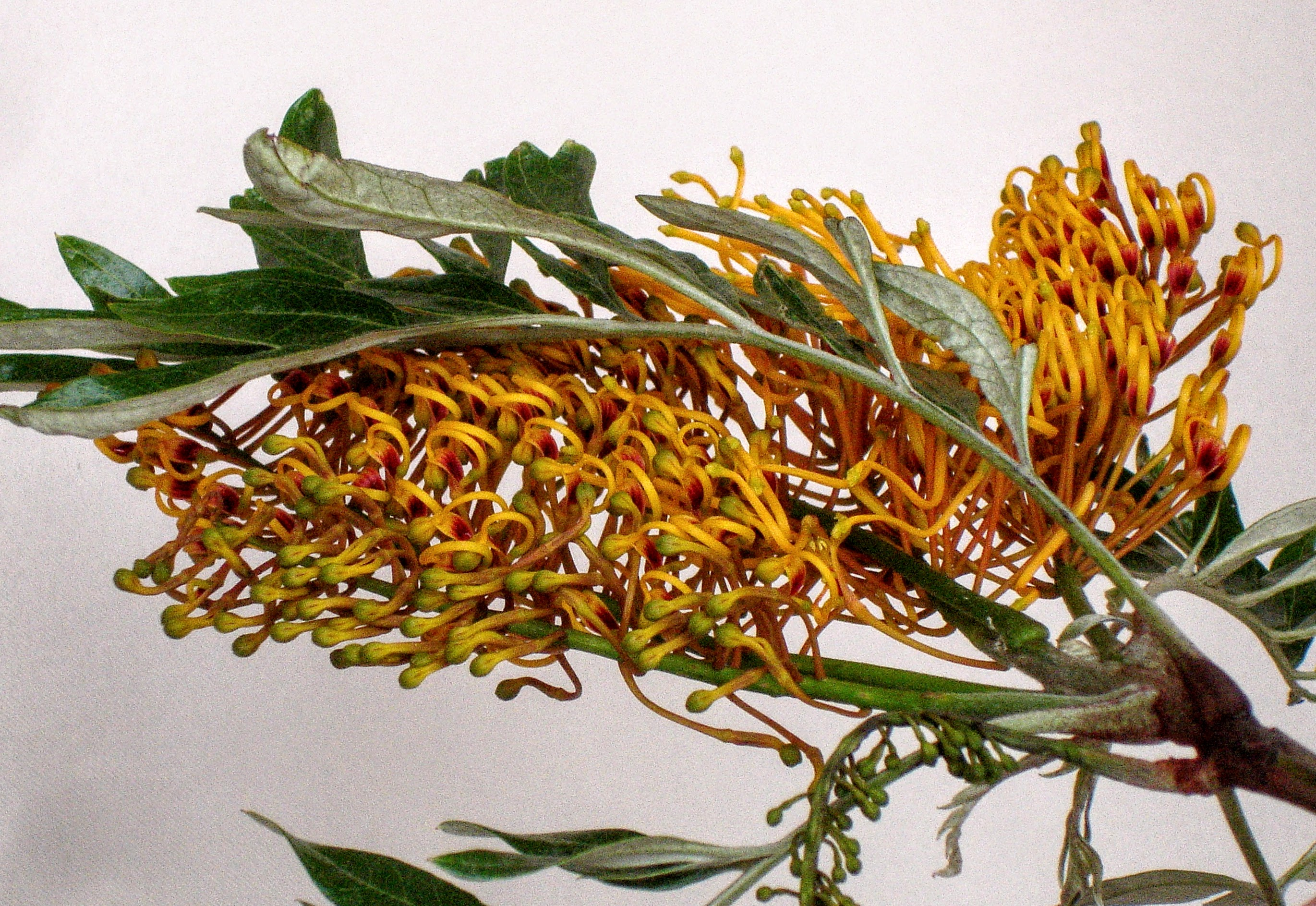
На кінцях гілки розташоване кластерне суцвіття
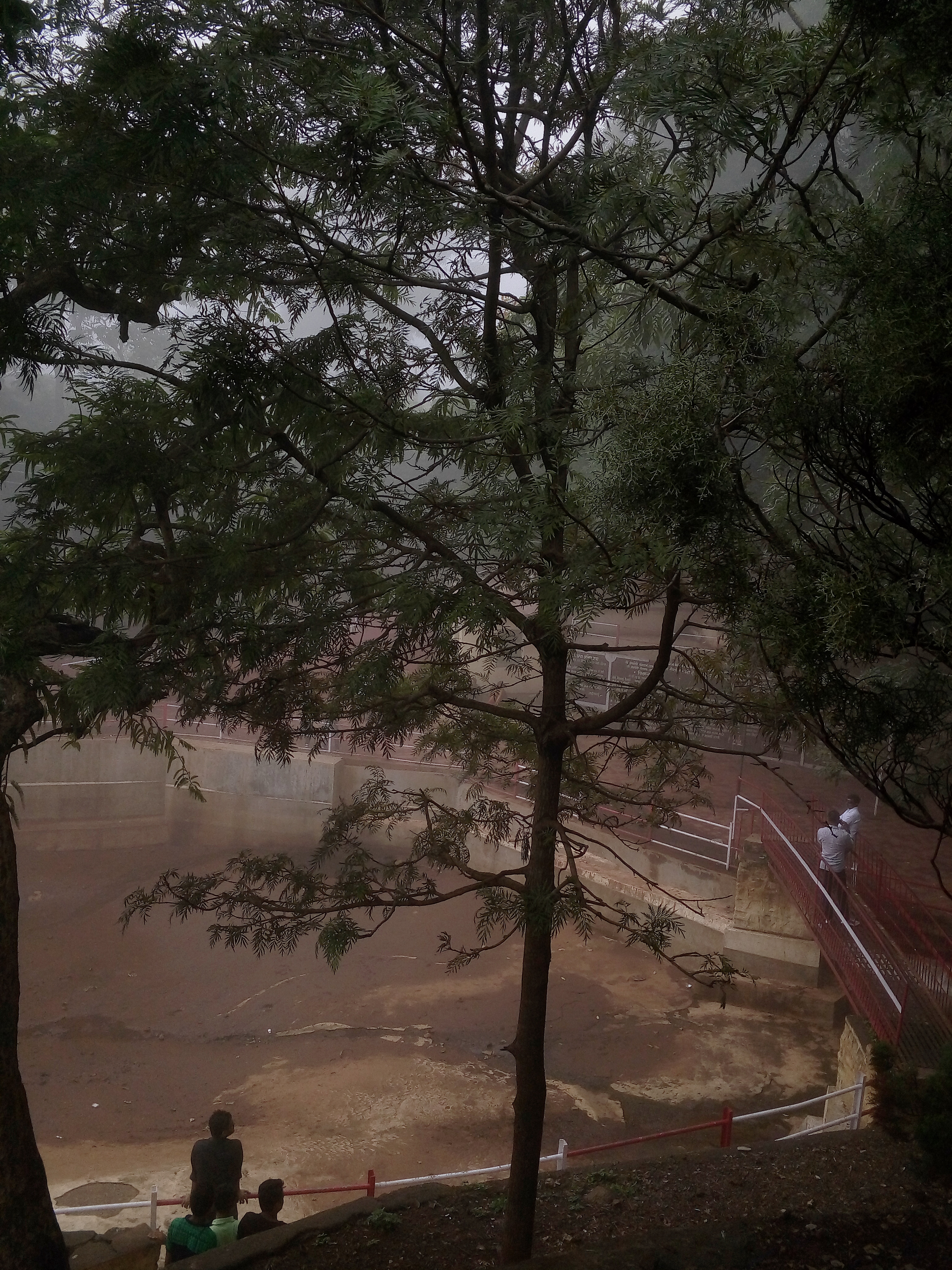
Гревілея могутня в Chikhaldara, Maharashtra